# リゾホスファチジン酸
リゾホスファチジン酸（Lysophosphatidic acid、LPA）は、シグナリング分子の働きをするリン脂質誘導体であり、ホスファチジン酸合成の中間生成物でもある。その生合成にはいくつかの潜在的ルートがあるが、もっともよく特徴付けられているのは、オートタキシンと呼ばれるリゾホスホリパーゼDによるものであり、リゾホスファチジルコリンからコリンを除去する。
LPAは、LPA1、LPA2、およびLPA3（またはEDG2、EDG4、およびEDG7）と呼ばれる3つの高親和性Gタンパク質共役受容体の活性化のためのマイトジェンとして作用する。加えて、LPA受容体としてLPA4 (p2y9/GPR23)、LPA5 (GPR92) そして LPA6 (GPR87)が最近確認された。
細胞増殖を刺激するため、異常なLPAシグナリングは多くの経路で癌へリンクする。オートタキシンまたはLPA受容体の異常調節は腫瘍形成と転移に寄与する過剰増殖を誘導する。